# Monochrome (ゲーム)
『Monochrome』（モノクローム）は、KIDより2004年8月26日にPlayStation 2で発売された恋愛アドベンチャーゲーム。2005年11月24日にサクセスよりSuperLite2000シリーズにて、廉価版も発売されている。
KIDからは限定版と通常版の2種類が発売され、限定版には作中BGMの収録されたサウンドトラックCDとアンソロジーイラスト集が同梱されている。
KID倒産後にブランドを継承したサイバーフロント（現在は解散）から、2010年にPlayStation Portable版で、KID発売時と同じく限定版と通常版の2種類が発売された。

## 概要
KIDが制作した『てんたま』の外伝的作品で、シリーズ第3作にあたる。企画自体は第2作『てんたま2wins』よりも先行しており、第1作『てんたま -1st sunny side-』の関連書籍には、実現未確定の「ナゾの資料」として、本作品のキャラクターデザインの原型が収録されている。しかし製品版デザイン担当者の鈴平ひろが別件を終わらせるまで作業に取り掛かれなかったため、本作品は一旦凍結されて『てんたま2wins』の企画が開始し、両作品は並行して制作されていた。
特徴は当時KID作品では初導入のストリーミングによる重厚なBGMと、横須賀市をモチーフとした異文化を感じさせる街の風景である。
シナリオは、各ヒロインごとに各編（ルート）が構成される。各編の攻略順は一部を除きほぼ決まっており、攻略が進むごとにストーリー世界の謎が少しずつ明らかにされるとともにシナリオの分岐が増えてゆく。シナリオ攻略順序は花織編と紗耶香編が順不同であるがその後は千歳編、遊羽編、雛水編、梨沙編と進行してゆく。
KIDの構想では、2005年冬には本作品の外伝を、そして2006年から2007年には正式な続編を発売する予定だった。しかし同社の倒産により、これらの話はすべて立ち消えとなった。しまぞうプロデューサーは2010年のインタビューで、本作品に関係するなんらかの企画の存在をほのめかしつつ「会社ないからもう陽の目を見ることはない」と語っている。
PlayStation Portable版移植に伴いイベントシーンの高画質化とPSPに合わせ、キーアサイン、画像サイズを4:3から16:9への変更がなされている。

## ストーリー
両親を事故で亡くし過去の記憶を失った主人公・桐丘大輝は、桐丘家の養子として引き取られ桐ヶ丘学院の学院長で、また義理の姉である桐丘千歳と学院の廃寮で流れゆく日々を過ごしていた。
12月のある日、羽を生やした女の子がやってくる。自らを遊羽（ゆん）と名乗る少女は、まだ見習いの天使のたまごで、正式な天使となる試験を受けに天界から地上までやってきたと言う。試験の内容は「対象者」と呼ばれる特定の人間を幸せにするというものであり、クリスマスまでにこの課題を果たせなければまた来年に試験を受け直しになってしまう。大輝は遊羽の対象者として選ばれたのだった。
こうして、遊羽は冬の1か月を大輝の傍で過ごしていくことになる。

## 登場キャラクター
桐丘 大輝（きりおか たいき）
声：岸尾大輔
年齢：19歳
誕生日：12月24日
身長：178cm
血液型：B型
本作の主人公。桐ヶ丘学院の廃寮で義姉の千歳と共に暮らしており、学院の高等部卒業後、特に進路を決めず気ままな生活を送っている。無気力かつ消極的な性格で、幼い頃に両親と記憶をなくし桐丘家に引き取られた過去を持つ。
遊羽（ゆん）
声：伊月ゆい
年齢：人間に換算すると15歳くらい
誕生日：12月25日
身長：160cm
3サイズ：80/54/76
血液型：B型
正式な天使になるための試験を受けるべく、大輝のもとへと現れる見習い天使。大輝を試験の対象者だと認定し、彼を幸せにするために大輝たちの住む廃寮に暮らすことになる。
明るく天真爛漫な性格だが、気まぐれで遠慮がなく口が悪い。大輝たちと触れ合ううちに、天使にはない「家族」という概念に憧れ人間になろうとする。
雛水（ひなみな）
声：森永理科
年齢：人間に換算すると15歳くらい
誕生日：12月25日
身長：163cm
3サイズ：85/56/82
血液型：A型
遊羽の親友で同期だが、既に試験に合格しており、正式な天使である。
遊羽とは正反対の生真面目で冷静な性格で、天界を統べる存在である「元老院」から信頼を置かれ、たびたび重要な任務をこなしてきた実力者。
椿 梨沙（つばき りさ）
声：千葉紗子
年齢：13歳
誕生日：12月25日
身長：145cm
3サイズ：74/53/76
血液型：AB型
桐ヶ丘学院中等部2年生。無口かつ大人びた性格で、言動も理路整然としている。他人と関わりを持とうとしないため友人がおらず、学院長である千歳を心配させている。天使である雛水や、正体不明の崇に不審を抱いている。
深海 花織（ふかみ かおり）
声：永井のあ
年齢：17歳
誕生日：3月14日
身長：157cm
3サイズ：87/54/85
血液型：O型
桐ヶ丘学院高等部3年生。強気で活発な性格だが、根は寂しがり。「光樹恋乃花（みつき このは）」という芸名で活動している現役アイドルだが仕事が減りつつあり、今後の進路で悩んでいる。
松澤 紗耶香（まつざわ さやか）
声：中原麻衣
年齢：17歳
誕生日：2月14日
身長：164cm
3サイズ：82/55/84
血液型：A型
桐ヶ丘学院高等部3年生。園芸部に所属し、学院内の植物の手入れをしている。学院長の千歳とは園芸部の活動を通して仲がいい。おとなしい性格で眼鏡をかけており、口べた。
千歳を通じて知り合った大輝に好意を抱くが、大人しく控えめな性格ゆえにストーカーのような行為に及ぶようになる。
桐丘 千歳（きりおか ちとせ）
声：田村ゆかり
年齢：23歳
誕生日：2月26日
身長：130cm
3サイズ：63/52/62
血液型：B型
桐ヶ丘学院の学院長で、大輝の義姉。20代半ばだが、昔の事故が原因で身体の成長が子供のまま止まっており、小学生に見える。本人は「魔法」のせいであると主張している。
大輝を溺愛しており、周囲からブラコンと揶揄される事もしばしばである。
中條 崇（なかじょう あたら）
声：谷山紀章
年齢：18歳
誕生日：6月11日
身長：183cm
血液型：A型
桐ヶ丘学院高等部3年生。ある日学院に転校してきた青年。飄々とした掴み所のない性格で、大輝の前に現れては謎めいた言葉を残していく。

## 舞台設定
天使界
天使の住む世界。雲の上には無く、地上と異なる平行宇宙に存在する別の世界。環境や規模は地球と変わらない。地上とは対なる存在で、別の世界でありながら繋がってもいる。天使と人間の魂の総数は均一に保たれていて、地上の人口増加に伴い、天使の数が減っていった。現在の人口は約5億人。
天使界を統括しているのは、12名の最上級天使で構成された元老院。神の代弁者を名乗っているが、利権保持と天使界を支配する事しか考えていない。下には上級天使で構成された法務部や財務部といった行政機関の他、通常のヒエラルキー制度からは外れた元老院直属の実働部隊として働く執行部が存在する。数千名のエリートによって構成された武装集団で、元老院の勅命を受け、天使界の秩序を守る為に天使を取り締まっている。多くの天使達が憧れる役職だが、影では血生臭い仕事もしている。治安維持や都市開発など、社会に役立つ任務を多くこなしている為、元老院の支持率は高い。
人口の大部分を占めるのは、一般的な階級にあたる通常の天使である。元老院の言葉は神の御言葉として通達される為、与えられた任務を達成すべく日々奔走している。主に天使界を運営する為の仕事や、見習い天使の指導を行う。元老院との直線的な関わりを持たず、天使界を繁栄させる為に資料館、医療施設、新聞屋、鍛冶屋など、色々な施設で働く職に就いた天使達を、就職天使と呼ぶ。通常の天使と就職天使の階級は同じ。
文化レベルは木炭、石炭、蒸気機関まではあるが、電気は無い。天使達は金銭欲が希薄で、現状の生活を維持出来ればいい、程度の意思で労働している為、文明の発達が地上より遅れている。天使には全員で国を運営しようとする意識があるので、休日もボランティアや農作業の手伝いをしており、平和な世界ではある。主食は米。
生まれたばかりの天使は見習い天使という最下層の階級であり、数年間の学校生活を経て、卒業試験に合格する事で晴れて天使となれる。卒業試験は、地上の対象者の元に降臨し、期日までに対象者を幸せにして天使界に戻れば合格となる。不合格の場合も天使界に呼び戻され、365日後に再挑戦する事になる。天使には世界を維持する存在意義があり、個人の意思を統一する事で全体の調和を図ってきたが、卒業試験によって個人の意思を尊重する地上で生活し、人間と触れ合う事で自由意志が生まれ、規則を破って地上に滞在し続けようとする見習い天使が極稀に現れる。元老院は帰還を促す目的で、卒業試験を受ける前の見習い天使達の羽に、ある呪術を施している。
天使は、エーテルが結晶化して卵となり、そこから生まれる。死ぬと肉体は光の粒子となって霧散し、魂は凍結されて一度無になり、一定期間を経てから記憶を失くして転生する。ただし犯罪者などは地獄に封印され、二度と復活しない。人間は死後に記憶を失い、前世の行いによって人間や動物、虫や草花に転生するが、天使は基本的には新たな卵に宿って再び天使に転生する。例外的に、羽が黒い状態で死亡した天使は、記憶を保持しながら人間に転生する。
桐ヶ丘学院
千歳が学院長を務める中高一貫制の私立校。中等部は生徒数719人、高等部は生徒数745人のマンモス校。敷地総面積は東京ドーム12個分。寮は全部で6棟あるが、現在は使われていない。温室、サッカーグランド、野球場、テニスコート、武道館、プール、クラブ棟、売店など、充実した設備が整っている。クリスマスには聖夜祭が行われる。

## スタッフ
- 監督：しまぞう
- キャラクターデザイン：鈴平ひろ
- 原画：伊藤まさひさ
- シナリオ：高瀬伸、日暮茶坊、長井知佳
- 音楽：阿保剛

- OP：ANGELIC MAZE

作詞：畑亜貴 / 作曲：原田勝通 / 編曲：Angel Note / 歌：小枝
- ED：Little love

作詞、作曲：riya / 編曲：myu / 歌：refio
- 挿入歌：Angels 〜天使の祈り〜

作詞：ゆい / 作曲、編曲：橘 尭葉 / 歌：遊羽+雛水（伊月ゆい+森永理科）

## 関連作品

### 書籍
- 攻略情報や設定が記載されたファンブック。
  - モノクローム ビジュアルファンブック（エンターブレイン）ISBN 4-7577-2066-1
  - モノクローム 設定解説ファンブック（ジャイブ）ISBN 4-86176-003-8
- 高瀬伸による小説版。ゲーム本編の梨沙バッドエンドからつながる物語。
  - モノクローム -One Year After-（ジャイブ）ISBN 4-86176-147-6
- 月刊COMIC RUSHに連載された、アザミユウコによる漫画版。オリジナルヒロインの小野寺まゆが登場する。
  - モノクローム クレッシェンド I（ジャイブ）ISBN 4-86176-349-5
  - モノクローム クレッシェンド II（ジャイブ）ISBN 4-86176-350-9

### CD
- monochrome Vocal Collection halo（ランティス、LACM4151）
- モノクローム BGMコレクション（KID、kid0057 - 58）※通販限定